# Catarrhini
I Catarrini (Catarrhini, dal greco "naso in giù") sono un parvordine di primati dell'infraordine simiiformes, comunemente chiamati scimmie del vecchio mondo.

## Tassonomia
I catarrini si separarono dai platirrini, o scimmie del Nuovo Mondo, circa 40 milioni di anni fa, eleggendo a propria dimora gli ambienti più disparati in Africa e Asia. Una colonia è presente anche in Europa, le bertucce di Gibilterra, importate con tutta probabilità dai Romani.
Parvordine Catarrhini
- Superfamiglia Cercopithecoidea
  - Famiglia Cercopithecidae
    - Sottofamiglia Cercopithecinae
    - Sottofamiglia Colobinae
- Superfamiglia Hominoidea
  - Famiglia Hylobatidae
  - Famiglia Hominidae
    - Sottofamiglia Ponginae
    - Sottofamiglia Homininae

## Anatomia
Le scimmie del Vecchio Mondo sono di dimensioni da medie a grandi e variano dalle forme arboricole, come le scimmie colobo, alle forme completamente terrestri, come i babbuini. La più piccola è il talapoin, che ha una lunghezza della testa e del corpo di 34–37 cm e pesa tra gli 0,7 e gli 1,3 chilogrammi, mentre la più grande è il gorilla di montagna maschio (le femmine di questa specie sono molto più piccole), con circa 190 cm di lunghezza e un peso che arriva a 200 chilogrammi.
Rispetto alle platirrine, le catarrine non presentano mai coda prensile, hanno un dimorfismo sessuale anche considerevole (in relazione alle loro abitudini solitamente poligame) e, come dice il nome stesso, possiedono un naso dalle narici puntate verso il basso.
Altre distinzioni comprendono sia un ectotimpanico (osso uditivo) tubolare che otto, e non dodici, premolari nelle catarrine, fattore che dà a queste ultime la seguente formula dentaria:
Alcune scimmie del Vecchio Mondo presentano peculiarità anatomiche. Le scimmie colobo, al posto del pollice, hanno un moncone che le aiuta nei loro movimenti arboricoli; il maschio della nasica ha un naso straordinario, mentre le scimmie dal naso camuso non lo hanno quasi; il pene del mandrillo maschio è di colore rosso e lo scroto ha una colorazione lilla; inoltre, anche la sua faccia presenta la stessa colorazione brillante dei genitali e questo sviluppo avviene solo nel maschio dominante di un gruppo di più maschi.

## Biologia
La maggior parte delle scimmie del Vecchio Mondo sono onnivore, ma tutte preferiscono sostanze vegetali, che formano il fulcro della loro dieta. Le colobine sono per la maggior parte vegetariane, nutrendosi soprattutto di foglie e mangiando solo una piccola quantità di insetti, mentre le altre specie sono molto opportuniste, nutrendosi principalmente di frutta, ma consumando anche quasi ogni fonte di cibo disponibile, come fiori, foglie, bulbi e rizomi, insetti, chiocciole e perfino piccoli vertebrati.
La gestazione nelle scimmie del Vecchio Mondo dura tra i cinque e i nove mesi. I parti sono solitamente singoli, sebbene, come nell'uomo, possono anche avvenire di tanto in tanto parti gemellari. I piccoli nascono relativamente ben sviluppati e sono in grado di arrampicarsi con le mani sulla pelliccia delle madri fin dalla nascita. Rispetto alla maggior parte degli altri mammiferi, hanno bisogno di molto tempo per raggiungere la maturità sessuale, dai quattro ai sei anni per la maggior parte delle specie.
In quasi tutte le specie, le figlie rimangono con le madri per tutta la vita, così che il gruppo sociale di base tra le scimmie del Vecchio Mondo è il gruppo matrilineare. I maschi lasciano il gruppo non appena raggiungono l'adolescenza e si aggregano ad un nuovo gruppo. In molte specie, in ogni gruppo vive solo un singolo maschio adulto che scaccia tutti i rivali, ma altre sono più tolleranti, stabilendo relazioni gerarchiche tra maschi dominanti e subordinati. Le dimensioni del gruppo sono molto variabili, perfino all'interno della stessa specie, e dipendono dalla disponibilità di cibo e da altre risorse.